# Kalibelo
Kalibelo is een bestuurslaag in het regentschap Kediri van de provincie Oost-Java, Indonesië. Kalibelo telt 1093 inwoners (volkstelling 2010).